# Archives municipales de Nantes
Les Archives municipales de Nantes sont un service de la Ville de Nantes chargé de la conservation et de la communication des archives.

## Localisation
Le bâtiment qui les abrite est situé dans le centre-ville, au 1, rue d'Enfer à proximité de l'hôtel de ville.

## Histoire

### Les origines
L'intérêt que porte l'administration civile de la ville de Nantes pour la conservation de ses archives est précoce, puisque dès l'an 1436, les comptes du miseur du conseil des bourgeois, constitué par lettres ducales signées de Jean V en 1410, fait état de l'achat de trois clefs pour le coffre renfermant les lettres et comptes de la cité. Ainsi, tout au long des XVe et XVIe siècles, le conseil, puis la mairie (créée en 1560 par lettres patentes du roi François II), s'efforcent de protéger ces documents permettant avant tout de préserver les droits de la communauté vis-à-vis du pouvoir royal.
Successivement, la ville acquiert un coffre carré garni de fer blanc et des étuis du même métal pour abriter les sceaux en 1466. Puis c'est l'achat de deux armoires et d'une malle de cuir noir. En 1568, le coffre est doté de trois clefs conservées par le maire et deux personnes de confiance. En 1574, on confectionne deux nouvelles armoires volumineuses. 
Durant la même période, on réalise des fac-similés des documents les plus importants pour les préserver et les communiquer en cas de nécessité administrative.
Malgré toutes ses précautions prises, ces archives font fréquemment l'objet de dégradations, de dispersions et de pertes. Régulièrement la municipalité est contrainte d'intervenir pour faire réintégrer des documents égarés. Ainsi, en 1517, un monitoire est pris contre les détenteurs de papiers et lettres de la ville. En 1566, la mairie demande à l'ancien procureur des bourgeois ainsi qu'à l'ancien maire de rapporter des lettres subtilisées. De plus différents documents ne sont pas détenus par la ville, mais sont en la possession des particuliers pour des commodités administratives. Sans compter que des documents sont perdus lorsque les archives furent l'objet de déménagements pour vérification ou pour être réinstallées.
Une destruction volontaire de certains documents ordonnée par les notables nantais eux-mêmes n'est pas à exclure : ainsi, les registres des délibérations des années 1584-1586 et 1590-1596, recélant des documents compromettants, furent brûlés par les édiles de la ville, alors ligueuse avant la venue du roi Henri IV, en mars 1598, pour signature de l'édit de Nantes.
Les archives, conservées jusqu'ici dans l'hôtel de la Prévôté, situé place du Change, sont transférées à l'hôtel de Derval acquis en 1578 et devenu depuis le cœur historique de l'actuel hôtel de ville. À partir de cette période, des efforts d'organisation se succèdent, notamment le 9 juillet 1615, où le bureau de la municipalité décide d'exécuter l'inventaire des titres de la ville. Son principal rédacteur, Guillaume Guillocheau, déjà contrôleur, est nommé « garde des archives », le 2 juillet 1617. Ainsi, la mairie charge spécifiquement pour la première fois un préposé de la conservation et des prêts des documents. Celui-ci détient l'une des trois clefs des archives avec le maire et le procureur syndic. Cependant, la charge de « garde des chartes » est supprimée par le bureau de la municipalité en 1691. Cette mission, mal rémunérée avec 30 livres par an (soit trois fois moins que le concierge de la ville), semblait démotiver beaucoup de ces titulaires. L'état déplorable du dépôt et le renouvellement des intentions de classement, en sera la conséquence comme le mentionnent plusieurs témoignages d'époque.
Toutefois, Jacques Fremon, maire de 1679 à 1682, consacre les deux dernières années de sa fonction à l'élaboration d'un inventaire pour lequel les archives sont rangées dans vingt sacs. Ce manuscrit se présente sous la forme d'un grand volume in-folio de 149 feuillets.

### XVIIeetXVIIIesiècles
Dès 1691, le secrétaire-greffier endosse également une partie des fonctions du contrôleur dont celle de garde des chartes. Ainsi Mathurin Lecourbe, ancien notaire royal, exerça cette fonction jusqu'en 1709. 
René Préau, garde des archives de la Chambre des comptes de Bretagne, lui succède. Cependant, il n'en demeure pas moins que la conservation des documents reste aléatoire : ainsi, à plusieurs reprises, le bureau doit se rendre chez les héritiers d'anciens maires ou greffiers pour récupérer des actes appartenant à la ville. Il faudra attendre l'installation, le 1er juillet 1720, de Gérard Mellier à la tête de la mairie pour qu'une organisation suivie des archives soit décidée. 
Mellier entend, en premier lieu, faire confirmer par le roi les privilèges de la communauté. Pour cela une connaissance parfaite des titres est nécessaire et donc un classement rigoureux doit être adopté. Parallèlement l'exécution d'un inventaire « exact et raisonné » est confié à Me Triberge, garde des archives de la Chambre des comptes de Bretagne. Dix-huit mois de travail seront nécessaires à ce dernier pour établir une organisation rigoureuse : les pièces qui lui sont délivrées sont précédemment mentionnées sur un récépissé, contrôlé et signé par le greffier qui doit travailler uniquement dans la salle des archives. 
Toutefois, quelques-unes de 20 000 pièces sont inventoriées et empilées dans 53 sacs, sans qu'il soit possible « d'observer l'ordre chronologique ni mettre les matières de même nature ensemble ». Mellier maintiendra ensuite une politique continue de contrôle et d'amélioration de la conservation des archives. Des arrêtés furent pris pour y déposer les documents importants, qui sont conservés dans des armoires fermées par trois clefs détenues par le maire, le procureur syndic et le greffier. Tout prêt de documents est enregistré par le greffier, qui conserve la responsabilité des archives, et l'inventaire est remis à jour régulièrement.
Après le décès de Mellier en 1729, des mesures ponctuelles sont prises, mais demeurent insuffisantes. Si bien que la situation des archives s'aggrave de nouveau au fil des ans et aboutit au constat du procureur syndic auprès du bureau municipal, le 3 octobre 1772 : « les archives de la communauté sont dans la plus grande confusion, tous les titres et papiers qui en dépendent sont déposés sans ordre ni arrangement dans plusieurs armoires dispersées dans tous les appartements et presque toutes les chambres de l'hôtel de ville. »
La nomination, le 7 prairial an XI (27 mai 1803), du nouveau maire, Augustin de Loynes, va encore aggraver cette situation par le fait que celui-ci accepte un logement à l'hôtel de ville. Les locaux destinés au maire devant être libérés nécessitent le déménagement en catastrophe des archives qui sont alors jetées pêle-mêle sous les combles et dans les greniers.

### XIXesiècle
Dans un questionnaire adressé en 1812 par le Préfet au maire Jean-Baptiste Bertrand-Geslin sur la question des archives, ce dernier lui indique que les recherches faites dans le dépôt des archives de la commune par les différentes autorités dans les premières années de la Révolution ont causé un tel désordre que l'on ne peut préciser ni même donner par aperçu le nombre des liasses, cartons et portefeuilles des archives antérieures à 1789. Seuls, les registres de délibérations, de l'ancienne et de la nouvelle administration, sont eux conservés dans des armoires, tandis que les autres archives sont réparties dans les divers bureaux.
L'arrêté du 28 janvier 1816, portant sur la nomination d'un archiviste, chargé du contentieux, Germain Faye met fin à la situation. Les documents épars sont alors réunis dans une petite pièce située à l'extrémité Ouest de la galerie du premier étage de l'hôtel de ville. Des travées et rayons y sont installés. Faye se borne à classer les titres déjà inventoriés et annotés à différentes époques qui remplissent environ 150 cartons mais la plus grande partie des archives de la ville reste néanmoins sur les étagères des bureaux, au fond de vieilles armoires ou dans les greniers. En 1820, 312 cartons remplis de pièces de l'administration de Gérard Mellier comme subdélégué de l'intendant et comme maire sont mis à jour à l'occasion de la démolition d'anciennes constructions donnant sur la rue Saint-Léonard, voie longeant l'ouest de l'hôtel de ville.
Faye démissionne en 1823, et les archives restent à l'abandon pendant une quinzaine d'années. L'historien Camille Mellinet, alors conseiller municipal, alerte ses collègues sur l'état déplorable des archives, le 21 août 1841. Il obtient du conseil municipal qu'un budget de 600 francs soit alloué pour la rémunération d'un archiviste. Armand Le François est alors nommé conservateur des archives par arrêté du 3 mai 1842, puis Gatien O'Sullivan et Chevas lui succède de juillet 1847 à octobre 1848. Mais c'est surtout la nomination, le 13 octobre 1848, d'Hippolyte-Jean Étiennez (1813-1871), père adoptif du futur maire Hippolyte-Étienne Étiennez, qui va apporter de grands changements dans l'organisation des archives municipales nantaises.
Fils de l'ancien secrétaire en chef de la mairie, Étiennez centralise les archives dans un appartement situé au second étage de l'aile Ouest de l'hôtel de ville. Jusqu'à son décès, le 3 juillet 1871, âgé de 59 ans, il opère le tri et le classement par ordre alphabétique de matières des documents contenus dans les 930 cartons qu'il mentionne dans son rapport en 1865, année durant laquelle il est nommé historiographe de la ville, « chargé d'enregistrer et de retracer l'histoire de tous les faits, événements et circonstances susceptibles de se rapporter à l'intérêt local ». Un an plus tard, le nouveau maire, Évariste Colombel, sur proposition d'Étiennez, y fait ajouter les documents antérieurs à 1848 conservés dans les bureaux.
Une semaine après la mort d'Étiennez, son successeur Stéphane de La Nicollière-Teijeiro, prend ses fonctions le 10 juillet 1871. Le service dont il a la charge consiste en un bureau et trois salles d'archives situés sous les combles du bâtiment central de la mairie. Il s'attèle aussitôt à faire appliquer la circulaire ministérielle du 25 août 1857 qui impose le classement par séries méthodiques, et reprend le classement effectué par son prédécesseur. Il débute ainsi en 1872, l'inventaire des archives antérieures à 1789 et les complète par des séries anciennes, en faisant entrer, en 1878, la collection des registres paroissiaux conservés depuis la Révolution au service de l'état civil, en effectuant des copies ou en tentant d'acquérir les pièces intéressantes pour pallier les lacunes. Le premier tome de l'« Inventaire sommaire des archives communales antérieures à 1789 », qui en comprend quatre, parait en 1888, le deuxième en 1899. Les deux autres tomes (dont le tome 3 qui avait été à peine commencé), ainsi que la table générale alphabétique, seront l'œuvre de son successeur, René Blanchard, et paraîtront en 1919 et 1948.
À l'initiative de La Nicollière le maire René de Cornulier prescrit, par arrêté du 24 octobre 1874, le versement aux archives des dossiers et cartons des services de la période 1849-1860. En 1878, l'encombrement des bureaux conduit à étendre les versements aux documents des années 1870. La saturation des locaux d'archives est atteinte en 1881 au point que son engorgement compromet la solidité des planchers. La Nicollière, soutenu par les inspecteurs des Archives de France, sollicite avec insistance l'attribution d'un local plus vaste dans ses rapports annuels. Paul Eudel décrit dans Figures nantaises : « le médiocre édifice d'architecture qui sert d'hôtel de ville à Nantes se termine du côté des jardins par une sorte de tour au sommet de laquelle on a installé les Archives municipales. Pour y accéder, une porte s'ouvre à gauche au fond de la galerie sur la cour d'honneur. Il faut alors gravir un escalier à vis, passer devant des chambres de débarras qui laissent s'engouffrer par leurs fenêtres mal jointes, un vent de tous les diables, et, tout en haut, après une véritable ascension, atteindre enfin le cabinet de l'archiviste. » Même si la décision de construire un bâtiment spécial est prise par la municipalité Normand, l'édifice qui ne voit vraiment le jour qu'en 1900, est le quatrième projet soumis au conseil. Approuvé par la municipalité le 25 février 1898. L'emplacement retenu est celui de l'ancienne église Saint-Léonard, située à l'angle des rues Garde-Dieu et Saint-Léonard. Le bâtiment est composé, au sous-sol, du logement du concierge avec entrée de service sur la rue Garde-Dieu. Au rez-de-chaussée, on trouve un vestibule avec entrée principale sur le jardin de l'hôtel de ville, le cabinet de l'archiviste et de trois salles de dépôt. Aux deux étages, on trouve également d'autres salles de dépôt. L'ensemble représente une surface totale de 500 m2, auxquels s'ajoutent 100 m2 de combles. Son coût est évalué à 80 000 Francs.

### Première moitié deXXesiècle
La Nicollière meurt le 17 juin 1900, un an avant le déménagement des archives dans le nouveau bâtiment, le seul construit spécifiquement pour celles-ci par la ville de Nantes. Ces opérations sont menées à bien entre 28 mai au 3 juillet 1901 par son successeur René Blanchard, attaché en qualité de paléographe à la bibliothèque, nommé conservateur des archives et historiographe de la ville, le 23 juin 1900. Blanchard consacre une grande partie de son activité à la rédaction du troisième tome de l'Inventaire sommaire imprimé en 1919, et dont les deux premiers furent rédigés par son prédécesseur. Il rédige également de la Table générale alphabétique qui ne paraîtra en 1948 que, revue, corrigée et augmentée par son successeur, Marcel Giraud-Mangin. En 1908, il voit le dépôt s'enrichir de trois fonds importants : les papiers de commerce et titres de la famille Dobrée, ainsi que les archives des communes de Chantenay-sur-Loire et Doulon, annexées à la ville de Nantes cette année-là.
René Blanchard décède en janvier 1920, et Marcel Giraud-Mangin, alors conservateur de la Bibliothèque municipale de Nantes, obtient sur sa proposition, que la municipalité signe un arrêté le 31 janvier 1920, par lequel lui-même et son adjoint Louis Grimault, sont autorisés à cumuler leurs charges avec celle de « conservateurs des archives », recevant à ce titre des indemnités annuelles respectives de 2 000 et 1 800 Francs. Cette situation de rattachement du service des Archives à la bibliothèque municipale ne cessera qu'après le classement du dépôt en 1re catégorie par décision ministérielle du 25 avril 1975. À partir de 1922, des employés administratifs aident les bibliothécaires-archivistes à assurer la conduite quotidienne du service, puis remplissent l'ensemble des fonctions d'archiviste au fur et à mesure que le temps consacré aux archives par les bibliothécaires diminue. Ainsi, Étienne Ravilly, nommé en 1950 à la tête du service des Archives, verra son emploi de rédacteur principal transformé, par délibération du 19 mai 1969, en emploi d'archiviste de 2e catégorie.

### De 1945 à la fin duXXesiècle
Les trois décennies suivant la Seconde Guerre mondiale voient une augmentation significative du nombre de personnes fréquentant le service des archives (des généalogistes et, dans une moindre proportion, des étudiants). On passe ainsi de 77 lecteurs pour 278 séances de travail par an, en 1936, à 329 lecteurs pour 2 818 séances, en 1975. Lors du départ à la retraite de Ravilly en 1981, le service est complètement engorgé. Depuis 1961, le conservateur mentionnait dans son rapport annuel que le bâtiment n'était plus suffisant pour prévoir l'entreposage des versements futurs. Son successeur, Christine Nougaret, fraichement diplômée de l'École nationale des chartes, aura donc pour mission de procéder au transfert des archives dans de nouveaux locaux. En 1980, un premier projet, consistant à répartir le service sur deux sites différents : les archives anciennes entreposées dans la médiathèque Jacques-Demy sur le quai de la Fosse, et les archives contemporaines restant à proximité de l'hôtel de ville est abandonné par la nouvelle municipalité Chauty élue en mars 1983.
On lui substitue la solution du relogement de l'ensemble du dépôt dans les locaux libérés par le Centre communal d'action sociale (CCAS), transféré dans de nouveaux bâtiments sis place Saint-Similien. L'édifice construit en 1955, situé à l'angle des rues Garde-Dieu et d'Enfer, remplaçait des immeubles acquis par la ville en 1908 et 1909, pour y installer les services de la police et de l'octroi, et furent sinistrés durant la guerre. Les dépenses des travaux de la nouvelle construction avaient été couvertes par un emprunt et par l'indemnité représentative des dommages de guerre. Le bâtiment fut cédé au Bureau d'aide social l'année même de son achèvement, pour la somme de 4 236 000 Francs. 
Les travaux de restructuration de l'ancien CCAS commencent alors en mai 1984 et consistent dans l'aménagement, au rez-de-chaussée : d'un hall d'accueil, d'une salle de lecture, d'un bureau, d'une salle de tri et de deux magasins, l'un de 155 m2 équipé en rayonnages mobiles et l'autre de 116 m2 ; au 1er étage : on trouve de cinq bureaux et de deux magasins de 70 et 36 m2 ; au deuxième étage, d'un magasin de 73 m2 et de combles de 79 m2, pour un coût total de 510 308 Francs dont 345 159 Francs pour l'installation des rayonnages.
Les 3 000 mètres linéaires sont alors occupés par 1 688 mètres d'archives. En 1984, le personnel du service était constitué de 7 personnes : le conservateur, une sous-archiviste, deux agents principaux, un commis, un surveillant et une sténodactylo. Ce nouvel équipement va permettre aux Archives municipales de mieux remplir ses trois missions que sont : la collecte des documents, leur traitement et conservation, ainsi que leur mise en valeur. Après le départ de Christine Nougaret en septembre 1991 pour la Direction des Archives de France. Deux femmes lui succèderont à ce poste : Annie Denizart, de juillet 1992 à son départ en avril 2000 pour les Archives départementales de l'Hérault, et Véronique Guitton, qui exerce la fonction de conservateur depuis novembre 2000.
Durant les onze années écoulées depuis l'aménagement du nouveau bâtiment, il entrait aux Archives en moyenne 200 mètres linéaires par an de nouveaux documents par versements des services municipaux. Le tri et le classement, notamment des archives modernes, de 1789 à 1940, sont facilités matériellement. Mais le manque de personnel qualifié (seulement un conservateur et une assistante qualifiée de conservation du patrimoine, ancienne sous-archiviste), se fait sentir jusqu'en mars 1993, date de recrutement d'un deuxième assistant. Il ne permet cependant pas de résorber rapidement le retard accumulé dans le traitement de ces archives, dont la plupart n'ont pu être répertoriées que succinctement et dont une partie encore conséquente reste dans les services. Les archives centenaires de l'ancien bureau de l'hygiène, n'ont ainsi été versées qu'en 1993, sauvegardées de la destruction de la station de la rue des Chambelles dans lesquelles elles étaient entreposées.
Néanmoins, la mise à disposition du public et la mise en valeur du patrimoine documentaire nantais est améliorée grâce à la publication d'un guide des Archives (1991), de plusieurs inventaires et catalogues de fonds d'archives (registres paroissiaux et d'état civil, cartes et plans des archives anciennes, cadastre et contributions, affiches administratives, affiches du théâtre, fonds de la commune annexée de Doulon), ainsi que par l'édition de cartes postales et de posters à partir du fonds photographique original constitué dans l'Entre-deux-guerres. L'accès aux documents est aussi facilité par la constitution d’une base de données réalisée avec le logiciel Avenio, regroupant l’ensemble des descriptifs des documents d’archives ainsi que les sources complémentaires constituées par les ouvrages de la bibliothèque et des articles de la presse quotidienne et de périodiques. Cette base de données est en constante accroissement et regroupe déjà une grande partie des versements contemporains, plusieurs séries modernes.
La numérisation de nombreux documents, comme l'intégralité des plans des XVIIe et XVIIIe siècles et une partie de ceux du XIXe et XXe siècles améliore également leur consultation et leur préservation. En plus des informations sur le service, le site Internet des Archives municipales donne accès à distance à ces documents et aux inventaires du fonds d’archives. Les Archives municipales affirment également leur rôle culturel, notamment auprès d'un public plus large que celui les fréquentant habituellement, par l'organisation d'expositions liées à la commémoration d'évènements, d'abord organisées dans le hall du dépôt, celui-ci ne comportant pas de salle d'exposition, elles sont depuis 1993 installées dans les lieux extérieurs.

## Projet de transfert sur un nouveau site
Cependant, les problèmes de saturation de ses magasins surgissent de nouveau au début du XXIe siècle. Ainsi, à la fin de l'année 2001, Sur les 2 866 mètres linéaires équipés (soit 2 554 m.l. d’étagères et 10 meubles à plans contenant au total 120 tiroirs) seul 207 mètres linéaires étaient disponibles. De nombreux cartons à dessin sont, par exemple, empilés faute de place, sur les meubles à plans, pour un contenu équivalent à 145 mètres linéaires. La collecte des archives contemporaines de la ville est de fait quasiment interrompue depuis 10 ans.
Afin de remédier à ce problème d'encombrement, la municipalité avait pris la décision en janvier 2010, de transférer les Archives dans l'ancien dépôt de tramways de Morrhonnière situé boulevard Michelet qui serait alors réhabilité. En avril 2014, ce projet alors en sommeil fut relancé dans le cadre de la création d'un « centre d'histoire » qui occuperait les lieux. Cette nouvelle structure inclurait le Centre d'histoire du travail (CHT) situé actuellement à la Maison des Hommes et des Techniques. Cependant, le 27 février 2015, une assemblée générale extraordinaire du CHT décida à une très large majorité d'autoriser le conseil d'administration à engager des discussions avec la municipalité en vue du transfert sur le site de la Morrhonnière à l'horizon 2020. Au début de l'été 2015, la ville de Nantes décidait de « réinterroger le projet », en ajournant celui-ci. Il est donc probable que ce projet de transfert ne sera pas mené à son terme à la date prévue.

## Directeurs
- 1617- : Guillaume Guillocheau
- 1691-1709 : Mathurin Lecourbe
- 1709- : René Préau
- 1816-1823 : Germain Faye
- 1842-1847 : Armand Le François
- 1847-1848 : Gatien O'Sullivan et Chevas
- 1848-1871 : Hippolyte-Jean Étiennez
- 1871-1900 : Stéphane de La Nicollière-Teijeiro
- 1900-1920 : René Blanchard
- 1920- : Marcel Giraud-Mangin
- 1950-1981 : Étienne Ravilly
- Marie-Thérèse Lalague-Guilhemsans
- 1982-1991 : Christine Nougaret
- 1992-2000 : Annie Denizart
- 2000- : Véronique Guitton